# كلانسي هايز
كلانسي هايز (بالإنجليزية: Clancy Hayes)‏ هو عازف بيانو وكاتب أغاني ومغني أمريكي، ولد في 14 نوفمبر 1908، وتوفي في 3 مارس 1972 في سان فرانسيسكو في الولايات المتحدة.

## وصلات خارجية
- كلانسي هايز على موقع ميوزك برينز (الإنجليزية)
- كلانسي هايز على موقع أول ميوزيك (الإنجليزية)
- كلانسي هايز على موقع ديسكوغز (الإنجليزية)